# Баданов, Василий Михайлович
Василий Михайлович Баданов (14 (26) декабря 1895, село Верхняя Якушка, Ставропольский уезд, Самарская губерния, Российская империя — 1 апреля 1971, Москва) — советский военный деятель, генерал-лейтенант танковых войск (26 декабря 1942).
За рейд 24-го танкового корпуса на Тацинскую в декабре 1942 года был награждён первым орденом Суворова II степени.

## Биография

### Происхождение
Василий Михайлович Баданов родился 14 (26) декабря 1895 года в селе Верхняя Якушка, ныне Новомалыклинского района Ульяновской области. Отец — Михаил Терентьевич был крестьянином, пастухом, участвовал в русско-японской войне 1904—1905 годов; мать — Анастасия Васильевна занималась домашним хозяйством.
Поэт Яков Ухсай, исследовавший биографию Василия Михайловича, выяснил, что по линии отца он имел чувашские корни, а по материнской — русские.
Закончил мужское народное училище имени императора Александра II и учительскую семинарию в посаде Мелекесс.

### Первая мировая и гражданская войны
В 1915 году был призван в ряды Русской императорской армии. Сначала служил в 245-м запасном пехотном полку, затем направлен на учёбу в Чугуевское военное училище. После окончания училища в чине прапорщика (произведён в чин 1 октября 1916 года) был направлен на Юго-Западный фронт, где служил младшим офицером роты 493-го Клинского пехотного полка. За отличия в боях в 1917 году произведён в чин поручика. Также в 1917 году за подвиги в боях дважды представлялся к награждению орденами Св. Станислава с мечами, но из-за последовавшей революции награждения не состоялись.
В 1917 году был избран членом полкового комитета.
После возвращения со фронта работал учителем, а в 1919 году вступил в ряды РККА и РКП(б), после чего на должностях командира роты и начальника штаба стрелковой бригады воевал на Восточном фронте против войск А. В. Колчака, а затем на Западном фронте против антисоветских вооружённых формирований в Белоруссии.

### Межвоенное время
После окончания боевых действий Баданов служил на должностях командира-военкома полка и дивизии в составе войск ВЧК и ОГПУ. В 1927 году Баданов окончил курсы усовершенствования командного состава.
В январе 1930 года был назначен на должность начальника пулемётных курсов Саратовской школы по переподготовке командиров запаса Приволжского военного округа.
В мае 1931 года после окончания курсов усовершенствования командного состава был назначен на должность командира батальона Саратовской бронетанковой школы.
В 1932 году окончил курсы усовершенствования командного состава, а в 1934 году — академические курсы при Военной академии механизации и моторизации.
В январе 1940 года Баданов был назначен на должность начальника Полтавского военного автомобильного технического училища, а 11 марта 1941 года — на должность командира 55-й танковой дивизии (25-й механизированный корпус).

### Великая Отечественная война
С началом войны полковник Баданов находился на прежней должности. Дивизия принимала участие в ходе боевых действий на бобруйском направлении во время Смоленского сражения. Однако 10 августа Баданов был освобождён от занимаемой должности командира дивизии в связи с её расформированием и в сентябре был назначен на должность командира 12-й танковой бригады.
В марте 1942 года генерал-майор танковых войск Баданов был назначен исполняющим должность заместителя командующего 56-й армией по танковым войскам, а 19 апреля — на должность командира 24-го танкового корпуса, который с июля вёл тяжёлые оборонительные боевые действия на воронежском направлении и в большой излучине Дона, а в начале декабря принимал участие в разгроме противника в ходе Среднедонской наступательной операции. 19 декабря после разгрома 8-й итальянской армии корпус начал наступление на юг, отрезая немецкую оперативную группу Холлидт от Ростова и отвлекая на себя войска противника, планировавшего прорыв кольца вокруг Сталинграда. После пятидневного марша длиной в 240 километров с одновременным прорывом обороны противника на рубеже реки Мышкова корпус достиг Тацинской, где 24 декабря разгромил базировавшийся там стратегический аэродром люфтваффе. В это время дивизии противника под командованием Рауса и Балка уже наступали по направлению к Тацинской с целью окружения прорвавшегося корпуса.

Помните Баданова, не забывайте Баданова, выручайте его во что бы то ни стало. — И. В. Сталин.— Жуков Г. К. Воспоминания и размышления. В 2 т. — М.: Олма-Пресс, 2002, c. 118
По советским источникам, корпус под командованием Баданова держал оборону в районе Тацинской до ночи с 28 на 29 декабря, и только после получения приказа Ватутина на отступление сумел искусно вывести войска из полуокружения, «в полном порядке отошёл в Ильинку, а через несколько дней уже успешно атаковал Морозовск». Однако ряд немецких источников утверждает, что корпус под командованием Баданова к 28 декабря был уничтожен и прорвались только остатки отдельных частей. В ходе боевых действий 26 декабря 24-й танковый корпус был преобразован во 2-й гвардейский с присвоением почётного наименования «Тацинский», а сам Василий Михайлович Баданов награждён орденом Суворова 2 степени № 1.
С января 1943 года 2-й гвардейский танковый корпус принимал участие в ходе наступательных боевых действий в Донбассе, действуя на ворошиловградском направлении, а в марте — в отражении контрнаступления противника в районе Харькова.
25 июня того же года генерал-лейтенант танковых войск Баданов был освобождён от должности командира 2-го гвардейского танкового корпуса и в июле был назначен на должность командующего 4-й танковой армией, которая вскоре принимала участие в ходе Орловской операции и боевых действиях на Правобережной Украине. В августе 1943 года награждён орденом Кутузова 2 степени. С сентября 1943 года армия находилась в резерве Ставки Верховного Главнокомандования и в феврале 1944 года была включена в состав 1-го Украинского фронта.
В марте 1944 года, в ходе Проскуровско-Черновицкой операции, Баданов был тяжело ранен и контужен, и после излечения в августе того же года был назначен на должность начальника управления военно-учебных заведений Главного управления формирования и боевой подготовки бронетанковых и механизированных войск Советских Армии.

### Послевоенная карьера
В июне 1946 года Баданов был назначен на должность командующего бронетанковыми и механизированными войсками Центральной группы войск.
После окончания высших академических курсов при Высшей военной академии имени К. Е. Ворошилова в июле 1950 года был назначен на должность начальника управления военно-учебных заведений бронетанковых и механизированных войск Советской Армии.
В июне 1953 года генерал-лейтенант танковых войск Василий Михайлович Баданов вышел в запас.
Умер 1 апреля 1971 года в Москве. Урна с прахом захоронена в колумбарии Новодевичьего кладбища.

## Отзывы
Генерал-лейтенант танковых войск М. Г. Фомичёв, описывая события сентября 1941 года, вспоминал о В. М. Баданове:

Он, в то время полковник, был назначен командиром 12-й танковой бригады, в которой я исполнял обязанности начальника штаба. В. М. Баданов был собранным, волевым человеком, и его полюбили в бригаде. Он умело руководил подразделениями, рискуя жизнью, смело шел в бой.— М. Г. Фомичёв. Путь начинался с Урала. — М.: Воениздат, 1976. — С. 169—170. — 224 с. — (Военные мемуары). — 65 000 экз.
Маршал авиации С. А. Красовский, вспоминая события предстоящего наступления под Сталинградом, говорил:

В период подготовки к наступлению мы очень хорошо сработались с командиром 24-го танкового корпуса Василием Михайловичем Бадановым. Небольшого роста, энергичный, он носил простой овчинный полушубок, огромную папаху. Баданов когда-то был учителем, а теперь напоминал командира времен гражданской войны. Но за внешней его простотой таился глубокий ум, твердая воля крупного военачальника.— С. А. Красовский. Жизнь в авиации. — М.: Воениздат, 1968. — С. 169—170.

## Награды
- Орден Ленина (21.02.1945);
- Три ордена Красного Знамени (27.03.1942, 3.11.1944, 15.11.1950);
- Орден Суворова 2-й степени (26.12.1942, знак ордена № 1)[7];
- Орден Кутузова 2-й степени (27.08.1943);
- Орден Отечественной войны 2-й степени;
- Орден Красной Звезды (28.10.1967);
- Медали;
- Иностранные ордена.

## Воинские звания
- Генерал-майор танковых войск (27 декабря 1941 года);
- Генерал-лейтенант танковых войск (26 декабря 1942 года).

## Память
- МБОУ «СШ № 17 им. генерал-лейтенанта В. М. Баданова города Димитровграда Ульяновской области».
- Улица Баданова в Ульяновске.
- Улица Баданова в Димитровграде Ульяновской области.
- Имя воина увековечено в Главном Храме Вооружённых сил России, и навсегда запечатлено на мемориале «Дорога памяти»[8]